# はたらくくるま3
「はたらくくるま3」は、フジテレビのテレビ番組の『ひらけ!ポンキッキ』のオリジナルナンバーとして発表、1991年7月21日にポニー・キャニオンより発売されたシングル。規格品番はPCDG-00033。はたらくくるまシリーズの第3弾。
シングルのカップリングには「はたらくくるま2」「はたらくくるま1」を収録。
作詞：伊藤アキラ、作曲：越部信義、編曲：西脇辰弥、歌：窓花さなえ。

## 映像演出
ガチャピンが眠りながら持っている自動車模型が突如動き出し草原を走りながら車の映像しゃぼんが出てくる物。12種の紹介が終わると紹介した映像のしゃぼんが回って車模型がガチャピンに戻って目覚めて終了となる。

## 紹介車
- リムジンバス
- トーイングトラクター（提供：日本航空）
- 化学消防車
- タクシー
- 森林パトロールカー
- 田植機
- ポテトハーベスター
- 強力吸引車
- 衛星中継車（提供：フジテレビ）
- サファリバス
- ボトルカー（提供：コカコーラ）
- リリーフカー（提供：高島屋）

## 収録アルバム
- ひらけ!ポンキッキ ベストヒットコレクション（1991年7月21日　ポニーキャニオン）
- ひらけ!ポンキッキ 最新ベストアルバム（1991年11月21日 ポニーキャニオン）

## カバー
- 堀江美都子、森の木児童合唱団（2017年7月19日 日本コロムビアから発売のCD「コロムビアキッズ　おうちでできる 音楽子育て♪ のりものソング 〜はたらくくるま〜」に収録）[2]
- いぬいかずよ（2021年9月8日 キングレコードから発売のCD「のりもの・じかん・せいかつ ボリス はじめての覚えうた」に収録）[3]